# Здорівська сільська рада
| Здорівська сільська рада — орган місцевого самоврядування у Васильківському районі Київської області з адміністративним центром у с. Здорівка. Водоймища на території, підпорядкованій даній раді: річка Стугна. Сільській раді підпорядковані населені пункти: - с. Здорівка |

## Склад ради
Рада складається з 14 депутатів.
Ршенням сесії Здорівської сільської ради від 29.01.2016 р. № 32-4-VII достроково припинено повноваження Мамочки В.В. за його особистою заявою про припинення повноважень Здорівського сільського голови. Відповідно до ч. 2 ст. 42 та п. 1  ч. 3 ст. 50 Закону України "Про місцеве самоврядування в Україні" до моменту початку повноважень сільського голови, обраного на позачергових виборах, або до відкриття першої сесії сільської ради, обраної на чергових місцевих виборах, повноваження сільського голови тимчасово здійснює секретар Здорівської сільської ради Кобзар Олена Миколаївна.

### Керівний склад ради
| ПІБ                       | Основні відомості                                                                         | Дата обрання | Дата звільнення |
| ------------------------- | ----------------------------------------------------------------------------------------- | ------------ | --------------- |
| Мамочка Віктор Васильович | Сільський голова, 1957 року народження, освіта, член Всеукраїнського об'єднання «Свобода» | 26.03.2006   | 31.10.2010      |
| Мамочка Віктор Васильович | Сільський голова, 1957 року народження, освіта вища, член Партії регіонів                 | 31.10.2010   | 29.01.2016      |

Примітка: таблиця складена за даними джерела